# Pukapuka (langue)
Pour les articles homonymes, voir Pukapuka.
Le pukapuka (en pukapuka Te Leo Wale) est une langue polynésienne parlée sur l'île de Pukapuka, aux îles Cook. Contrairement au maori des îles Cook et à ses dialectes apparentés (Rakahanga-Manihiki, Ngaputoru (parlé dans les trois îles d'Atiu, Mauke et Mitiaro), Mangaia, Aitutaki et tongareva), le pukapuka est une langue beaucoup plus proche du samoan, qui s'est développée de manière indépendante.

## Situation sociolinguistique
D'après un recensement de 2011, la langue compte 700 locuteurs natifs : 451 à Pukapuka, 73 sur l'île voisine de Nassau, ainsi que 200 locuteurs à Rarotonga, l'île principale des îles Cook. Ethnologue juge la langue en danger : 
« While it is spoken by almost everyone on the island including children and non-native spouses, it has few written resources and is in a diglossic relationship with Cook Islands Maori, the national language. Positive attitudes. All also use Cook Islands Maori [rar]. Most also use English [eng]. » (Alors que la langue est parlée par presque tous sur l'île [de Pukapuka], y compris les enfants et les époux non originaires de l'île, elle dispose de peu de ressources écrites et est dans une relation diglossique avec le maori des îles Cook, la langue nationale. Les attitudes [linguistiques] sont positive. [Les locuteurs] utilisent également le maori des îles Cook. La plupart utilisent également l'anglais).
Le maori des îles Cook est la langue de prestige, généralement utilisée lors des cérémonies formelles ou à l'écrit. La frontière entre les deux langues est d'ailleurs souvent ténue, et il y a débat pour savoir à quelle langue appartient un terme en particulier. En 1982, Robert Alan Borofsky indique que les Pukapukans parlent un mélange de maori et de pukapuka.

## Ressources
Une grammaire du pukapuka a été publiée en 2002.